# Stourm ar Brezhoneg
Stourm ar Brezhoneg (SAB ou Sab) (Le Combat de la langue bretonne en français) est une association bretonne créée en 1984 qui exige un statut officiel pour la langue bretonne dans la vie publique.

## Origine et histoire
Au tout début de la décennie 1980, le mouvement culturel Skol An Emsav prend une part active à la bretonnisation des panneaux indicateurs.
À la suite de dissensions au sein de Skol An Emsav, le mouvement Stourm ar Brezhoneg est créé sur une base plus radicale en mars 1984. « L'action légaliste patine et s'enlise dans tous les domaines : le bilinguisme routier, la radio, la télé, l'enseignement officiel, la vie administrative. Nous avons décidé d'entrer en résistance ».
Un certain nombre de militants appartiennent à Emgann, même si SAB s'affirme « indépendant de tout parti politique ».
L'association ne se donne pas exclusivement pour cible les panneaux routiers. Elle réclame l'officialisation de la langue bretonne (avec le slogan Brezhoneg, yezh ofisiel, Breton, langue officielle), la création d'un service de radio et de télévision, l'introduction d'un bilinguisme dans le système éducatif.
Le 17 février 1989, elle occupe l'ambassade de France en Belgique. Le 2 juin 1989, elle appose à Villers-Cotterêts dans l'Aisne des affiches exigeant l'abrogation de l'ordonnance de 1539 qui avait imposé l'usage du français dans l'administration et l'appareil judiciaire.
Les militants de SAB ont fait l'objet de nombreuses poursuites judiciaires se soldant dans la plupart des cas par de lourdes condamnations. Ainsi entre 1984 et 1988, il y eut 12 procès et 19 militants ont été jugés et condamnés. Le cumul des condamnations s'élève à 29 mois de prison (avec sursis ou non) et 210 000 F (32 000 €) de dommages-intérêts.
L'association et ses militants sont aidés par l'organisation humanitaire bretonne Skoazell Vreizh.

## Actions

### Signalisation
Stourm ar Brezhoneg se bat pour une signalisation directionnelle respectant les formes correctes modernes en langue bretonne (et ceci même partiellement en région gallèse). Ses actions sont le « barbouillage de panneaux » directionnels monolingues en français (cette idée est reprise de la Cymdeithas yr Iaith Gymraeg galloise).
Ses actions ont eu pour effet d'impulser la mise en œuvre d'une signalisation bilingue, comme pour le conseil général des Côtes-d'Armor qui en adopte le principe le 24 novembre 1986 et le Finistère fin 1990.
Aujourd'hui de très nombreuses villes : Brest et sa communauté urbaine, Quimper, Carhaix, Lorient, Lanester, ont adopté une signalétique bilingue. De même, des panneaux bilingues sont mis en place dans les départements du Finistère, du Morbihan et les parties de langue bretonne des Côtes-d'Armor et de la Loire-Atlantique.
Après une pause, SAB reprend une campagne de bombages en juillet 1994.

### L'audiovisuel
L'association proteste contre les restrictions de la programmation en langue bretonne sur les chaînes de télévision et la radio (1h10 par semaine à la télévision en Basse-Bretagne et 40 min en Haute-Bretagne). Elle revendique une chaîne de télévision bretonne.
Au début des années 1990, SAB organise régulièrement des rassemblements sur le site symbolique de Roc'h Trédudon (là où fut reconstruit l'antenne de télévision détruit en 1974 par le FLB).
L'association prend également l'initiative de lancer un appel, qui sera peu suivi, au boycott de la redevance audiovisuelle.

### Usage du breton dans la vie publique et privée
SAB exerce des pressions sur la SNCF pour qu'elle accepte des chèques libellés en breton, demande des vignettes automobiles en breton et exige que le recensement général de la population adopte un dispositif permettant d'évaluer le nombre de bretonnants.
Elle demande également que l'on puisse s'exprimer en breton devant les tribunaux, appelle au boycott du recensement de la population, demande à pouvoir remplir les chèques en breton et à disposer d'une interface en breton pour les distributeurs de billets.

## Nouvelle génération - Nouvelles actions
De nouvelles actions ont été initiées en 2010 et 2011 :
- Le 29 décembre 2010, Stourm ar Brezhoneg revendique le vol des panneaux de la ville de Solesmes. Le but de cette action ? « Dénoncer la politique méprisante du gouvernement de François Fillon, premier ministre et élu municipal de Solesmes, sur la question des langues minoritaires »[7]. Les panneaux sont retrouvés le 8 mai 2011 à Locminé[8].
- Le 6 mai 2011, ils dérobent les panneaux de signalisation des communes de Sablé-sur-Sarthe et de La Roche-sur-Yon, « villes où ont été maires le premier ministre et ancien président de la région Pays de la Loire, François Fillon, et l'actuel Président des Pays de la Loire, Jacques Auxiette »[9]. Les panneaux sont retrouvés le 13 juin 2011 au sommet du Menez Bré, non loin de Cavan[10] après avoir été montré lors d'un concert des Ramoneurs des menhirs[11].

Stourm ar Brezhoneg et le Groupe d'Intervention pour la Réunification (associée aux actions) « revendiquent un statut pour la langue bretonne et l'unité administrative de la Bretagne, que les habitants de la Loire-Atlantique ne cessent de défendre depuis quarante ans ».

### Sources
Ouvrage
- Michel Nicolas, Breizh : La Bretagne revendiquée : des années 1980 à nos jours, Morlaix, éd. Skol Vreizh, janvier 2012, 446 p., 16,5 cm x 24 cm (ISBN 978-2-915623-81-9, présentation en ligne)

Articles
- « Solesmes. Ils volent les panneaux de la ville de Fillon pour défendre le breton », Le Télégramme,‎ 4 janvier 2011 (lire en ligne)
- « Les panneaux de la commune de Fillon subtilisés au nom du breton », L'Express,‎ 4 janvier 2011 (lire en ligne)
- « Les panneaux de Solesmes, dont Fillon est élu, "démontés" pour le respect de la langue bretonne », Le Point,‎ 4 janvier 2011 (lire en ligne)
- « Réunification de la Bretagne. Les voleurs de panneaux frappent à nouveau », Le Télégramme,‎ 6 mai 2011 (lire en ligne)
- « Réunification de la Bretagne. Nouveau vol de panneaux », Le Télégramme,‎ 7 mai 2011 (lire en ligne)
- « Stourm ar Brezhoneg : deux panneaux volés retrouvés à Locminé », Ouest-France,‎ 8 mai 2011 (lire en ligne)
- « Langue bretonne. Les panneaux routiers volés sont réapparus », Le Télégramme,‎ 17 juin 2011 (lire en ligne)
- [vidéo] « Cavan (22). Les panneaux de Sablé-sur-Sarthe tagués par « Stourm ar Brezhoneg » », Ouest-France,‎ 5 juillet 2011 (lire en ligne)
- « Les panneaux d'agglomération de Sablé retrouvés en Bretagne », Le Maine libre,‎ 17 novembre 2011 (lire en ligne)